# پولیچکا
پولیچکا (به چکی: Polička) یک شهرک در جمهوری چک است که در Svitavy District واقع شده‌است.

## نگارخانه

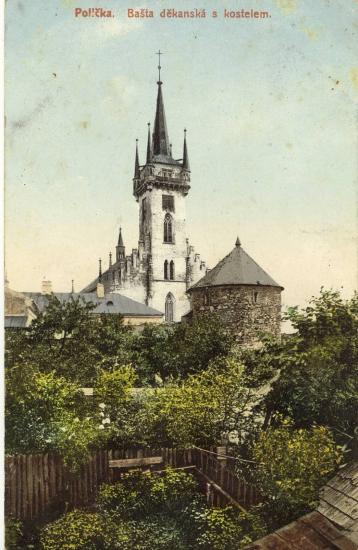
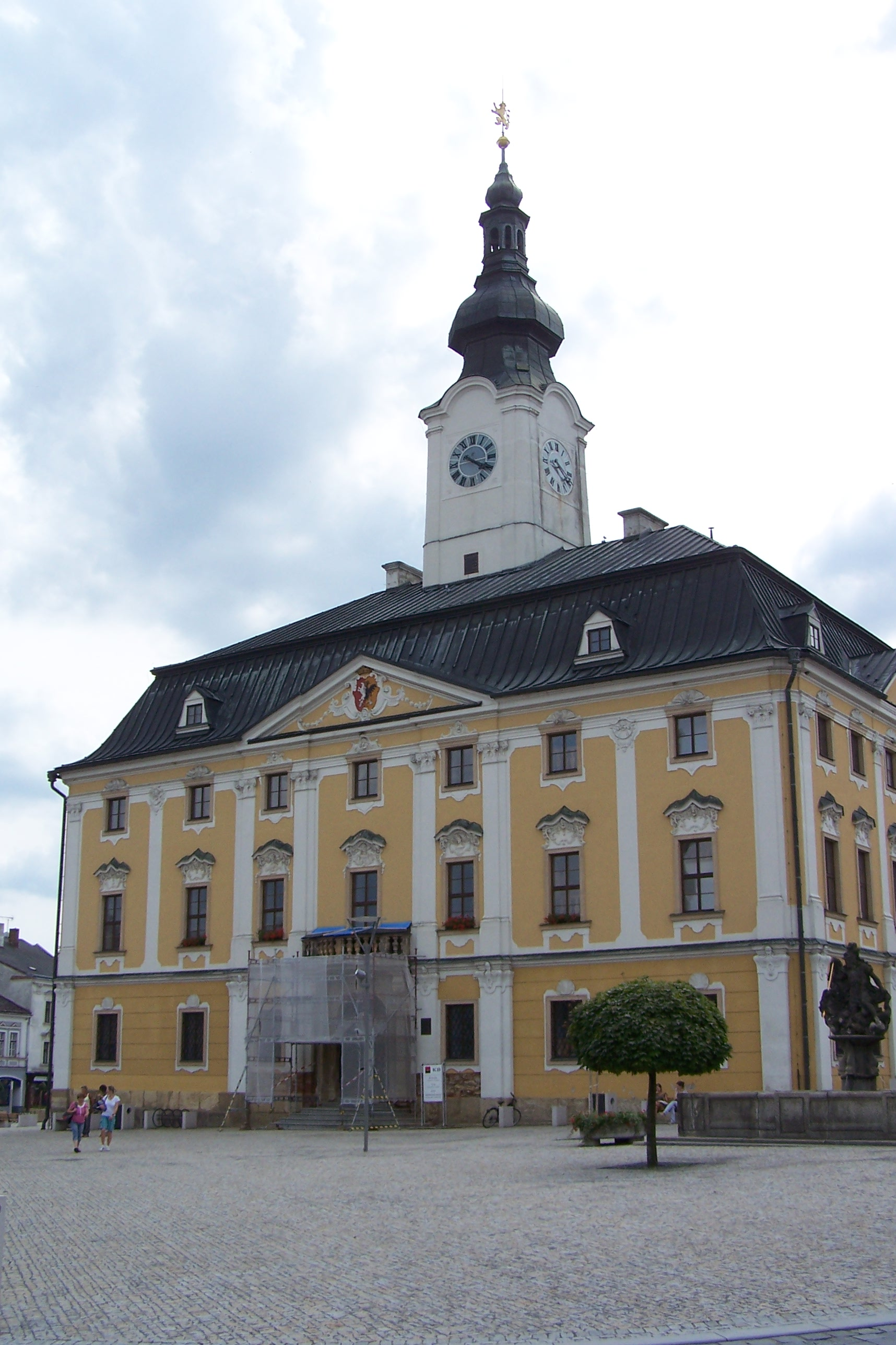

## خصوصیات
پولیچکا ۸٬۹۲۲ نفر جمعیت دارد.

## خواهرخوانده
شهر میان خواهرخواندهٔ پولیچکا هست.